# Stefan Czetwertyński-Światopełk
Stefan Czetwertyński-Światopełk herbu własnego (ur. w 1577, zm. w 1665) – polski książę, poborca wojewódzki wołyński (1613–1615), chorąży bracławski (1622), podkomorzy bracławski (1625), poseł na sejm zwyczajny (1654).

## Życiorys
Stefan pochodził z zasłużonej rodziny książęcej, Czetwertyńskich, będącej gałęzią rodu kniaziowskiego – Rurykowiczów. Był dziedzicem dóbr majątkowych: Borowicze, Nowa Czetwertynia (obecnie Czetwertnia), Komajgrodzie i Tomaszpol. Pełnił liczne urzędy dygnitarskie. W latach 1613–1615 był poborcą wojewódzkim wołyński. Od 1622 roku pełnił obowiązki chorążego bracławskiego od 1622 roku. Następnie został podkomorzym bracławskim w 1625 roku. Sprawował funkcję posła na sejm zwyczajny w 1654 roku.

### Życie prywatne
Stefan był synem Jacka Czetwertyńskiego-Światopełka i matki Katarzyny Bokiej nieznanego herbu. Pierwszy ślub wziął z Anną Bokiej-Pieczychwostską herbu Bokij, miał z nią trójkę dzieci; Eliasza, Aleksandra i Mikołaja. Drugi ślub zawarł z Anną Mikulińska nieznanego herbu, miał z nią dwójkę dzieci; Jana i Petronelę. W 1642 roku ożenił się z Katarzyną Leśniewską herbu Grzymała i miał z nią syna, Stefana.
Był wyznawcą prawosławia.